# Carlos Luis Spegazzini

Carlos Luis Spegazzini, nascido Carlo Luigi Spegazzini, (Bairo, 20 de abril de 1858 — La Plata, 1 de julho de 1926) foi um botânico e micólogo ítalo-argentino.
Spegazzini é fundamentalmente lembrado por suas contribuições no campo da botânica, especialmente por seus herbários e contribuições taxonômicas. Ao longo de sua vida ele nomeou cerca de mil espécies de plantas vasculares e mais de oitocentas espécies de fungos.

## Biografia
Spegazzini era natural de Piemonte, na Itália, nascido em 1858. Estudou na Scuola Enologica di Conegliano, onde se formou em 1879, com incentivo do botânico Pier Andrea Saccardo que soube motivar sua vocação para as ciências e em particular para a micologia. Entre 1876 e 1879 concorreu à  Escola Real de Viticultura e Enologia em Conegliano, onde se especializou no estudo dos fungos sob a direção de Saccardo. Suas primeiras publicações discorreram sobre os fungos parasitários nas uvas, os basidiomycotas e algumas variedades de ascomycotas comuns no norte da Itália.

## Emigração para a Argentina
Finalizado seus estudos, Spegazzini partiu para a América do Sul em 1879 com a intenção de abordar o estudo dos fungos da região. Sua intenção original era ir ao Brasil, mas algumas circunstâncias de saúde determinaram que ele continuasse sua viagem para Buenos Aires, onde se instalou na órbita científica local após conhecer o conterrâneo Domingo Parodi. Parodi escreveu uma carta de recomendação a Spegazzini para ser apresentada ao então reitor da Faculdade de Agronomia e Medicina Veterinária da Universidade de Buenos Aires, Pedro Arata.
A recomendação surtiu resultados e Spegazzini ingressou no Gabinete de História Natural da UBA, ganhando rapidamente prestígio nessas terras. Foi neste gabinete que publicou seus primeiros trabalhos nos Anales de la Sociedad Científica Argentina, sendo p Agaricus platense seu primeiro fungo descrito.
Em 1881 participou da expedição ítalo-argentina “Bove” à Patagônia, chegando até a Terra do Fogo, onde descobriu e catalogou 1108 espécies, das quais 461 passaram a sere conhecidos em dois trabalhos de sua autoria intitulados Fungi Fuegiani de 1888 e Fungi Argentini de 1898.
O naufrágio da corveta que levava os cientistas pelo  Cabo Horn obrigou-o a resgatar seu herbário e seu caderno de notas levando-os a nado até a costa. A contingência da possibilidade de conhecer as culturas indígenas da Terra do Fogo e aprender as  línguas da região, levou-o a escrever no futuro um compêndio de gramática alacaluf.

## La Plata
Após o regresso da Terra do Fogo, Spegazzini integrou a comissão encarregada de definir o local da nova capital da Província de Buenos Aires, La Plata; onde estabeleceu definivamente sua residência a partir de 1884, participando da fundação da  Universidad Provincial de La Plata (desde 1905 Universidad Nacional de La Plata). Ali desempenhou como docente de Ciências naturais, Agronomia, Química e Farmácia, e criou o  Arboretum da  Facultade de Agronomia. Também organizou e supervisionou a plantação de árvores no  Paseo del Bosque da nova cidade.

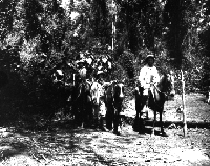
Imagem de uma das expedições na qual participou Carlos Spegazzini

Sua coleção, dividida entre o Herbário do Ministério da Agricultura e seu herbário particular, alcançou em torno de 4000 variedades de fungos sulamericanos; entre eles 2000 espécies novas da Argentina, 1000 do Chile, e 600 do Brasil e Paraguai, com um total de 180 gêneros novos. Foi monumental a magnitude do seu trabalho, contando que antes das suas pesquisas eram conhecidas menos de 50 espécies sobre a flora micológica da Argentina. Por esta razão, Spegazzini é considerado um dos micólogos mais reconhecidos do mundo em sua época.
Em 1924 edita a "Revista Argentina de Botânica", da qual são publicadas 4 números, todas editadas por ele.

## Legado
Em seu testamento, declarou o Museo de Ciências Naturales de La Plata herdeiro de sua casa, suas coleções e seu instrumental científico, considerando que fora fundado um instituto de botânica com o seu nome. Como resultado o Instituto Carlos Spegazzini, aberto em 1930, existe até o presente momento. Do mesmo modo, desde 1947 leva seu nome o Museo de Botánica y Farmacognosia de la Universidad Nacional de La Plata.

## Reconhecimento

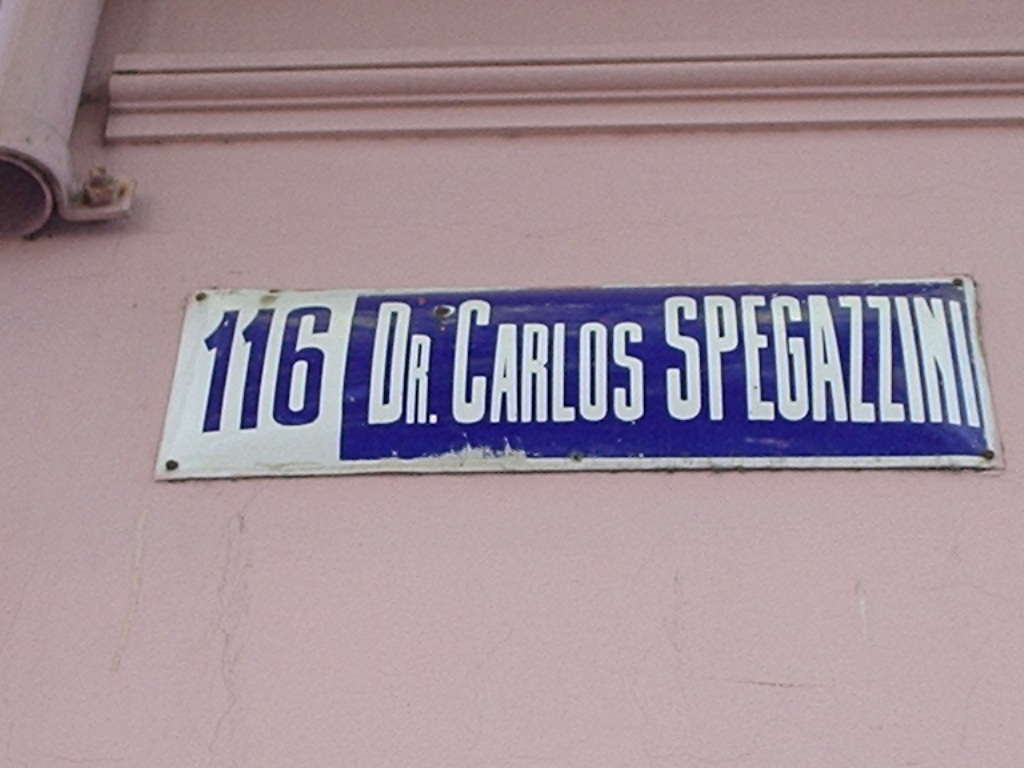
Rua 116 Dr. Carlos Spegazzini em La Plata

Em homenagem a Carlos Spegazzini foram catalogadas numerosas espécies de plantas e fungos, entre eles o cactus "Rebutia spegazziniana" e a "Mimosa spegazzini".
O Glaciar Spegazzini no Parque Nacional Los Glaciares,  Santa Cruz; e a localidade de Carlos Spegazzini, na vizinhança de Ezeiza, na província de Buenos Aires foram nomeados em sua honra.
Na cidade de La Plata, mediante a regulamentação  Nº 54 do ano de 1936 a rua 116 passa a ser chamada de Carlos Spegazzini.

## Obras
- Fungi Fuegiani, 1888.
- Fungi Argentini., 1898.
- Flora de la província de Buenos Aires, 1905.